# رود ول (واگا)
رود ول (انگلیسی: Vel) یک رودخانه در استان آرخانگلسک کشور روسیه است.